# Parów Cieleszyński
Parów Cieleszyński – projektowany rezerwat geomorfologiczny o powierzchni 36 ha, położony w województwie kujawsko-pomorskim, powiecie świeckim, gminie Pruszcz.

## Lokalizacja
Pod względem fizycznogeograficznym rezerwat znajduje się w mezoregionie Wysoczyzna Świecka. Sąsiaduje od zachodu z wsią Cieleszyn, zaś od wschodu z drogą powiatową Trzeciewiec – Topolno oraz miejscowością Grabówko, położoną w dolinie Wisły.
Rezerwat jest położony w obrębie Nadwiślańskiego Parku Krajobrazowego.

## Charakterystyka
Projektowany rezerwat obejmuje fragment głębokiego rozgałęzionego parowu na zboczu doliny Wisły, z unikatowym stanowiskiem zlepieńców i piaskowców plejstoceńskich oraz unikatowych w tej części Polski zespołów roślinnych z rzadkimi gatunkami roślin.
Zlepieńce powstały na bazie piasków i żwirów wysyconych węglanem wapnia w postaci kalcytu kryptokrystalicznego.
Parów Cieleszyński porośnięty jest w 90% lasem, a pozostałą część zajmują pastwiska. Drzewostan tworzy głównie dąb szypułkowy i lipa drobnolistna, a w domieszce występuje sosna zwyczajna i brzoza brodawkowata. W warstwie krzewów występują: wiciokrzew suchodrzew, wiąz pospolity, leszczyna i bez czarny.
W dnie parowu płynie strumień Struga Niewieścińska, którego otoczenie zajmuje łęg olchowy (olsza czarna i olsza szara). W 2003 roku w parowie utworzono ścieżkę dydaktyczną składającą się z sześciu stanowisk.

## Szlaki turystyczne
Około 1 km na wschód od rezerwatu przebiega  pieszy szlak turystyczny „Nadwiślański” Bydgoszcz Leśna – Świecie 52 km. Podążając nim pieszo lub rowerem można zwiedzić rezerwaty rozlokowane na lewym zboczu Doliny Wisły:
1. Kozielec (projektowany rezerwat florystyczny),
2. Parów Cieleszyński,
3. Ostnicowe Parowy Gruczna (stepowy).

Do ciekawych formacji należą również: użytek ekologiczny „Prodnia” w miejscu maksymalnego zwężenia Doliny Dolnej Wisły, w miejscowości Jarużyn oraz pomnik przyrody „Jaskinia Bajka” w Gądeczu.